# Jean Climaque
Pour les articles homonymes, voir Saint Jean.
Saint Jean Climaque (en grec : Ιωάννης της Κλίμακος , en latin : Ioannes Climacus ), également connu sous le nom de Jean le Sinaïtique, est un moine syrien des VIe et VIIe siècles (né vers 579, mort vers 649). Mort au mont Sinaï vers 649, saint Jean, abbé, mérita le surnom de Climaque en raison du précieux traité intitulé L’échelle du paradis (en grec, échelle se dit Klimax), qu’il composa pour la formation des moines : il y décrit l’itinéraire spirituel à la manière d’une montée vers Dieu à travers trente degrés. Cette œuvre majeure connut un rayonnement extraordinaire dans le monde monastique byzantin, mais aussi en Occident.
Il est considéré comme saint par les Églises catholique et orthodoxe et est commémoré le 30 mars et le quatrième dimanche du Grand Carême.

## Biographie
Sa vie n'est connue que par une relation du moine nommé Daniel du monastère de Raithu, et des allusions dans les Récits d'Anastase le Sinaïte. De nombreuses hagiographies se sont succédé plus tard.
Après avoir reçu une éducation soignée (certains manuscrits lui donnent le titre de scholastikos), il décide à 16 ans de se faire moine et rejoint le monastère Sainte-Catherine du Sinaï, où il reçoit l'enseignement d'un moine, Martyrios. À la mort de ce dernier, Jean est âgé d'une vingtaine d'années. Il se retire comme hésychaste (ermite) à Tholas, au pied de la montagne, où il demeure pendant vingt ans, sans pour autant refuser les visiteurs. Alors que des envieux calomnient ses propos, il décide de ne plus parler et demeure durant un an dans un silence complet. À la demande insistante de disciples il reprend son enseignement.
Cette tradition s'est avérée historiquement invraisemblable. Les figures rhétoriques astucieuses dans ses écrits, ainsi que les formes de pensée philosophiques indiquent une solide formation académique, comme c'était la coutume pour une profession d'administration et de droit à son époque. Une telle formation n'a pas pu être acquise dans le Sinaï. De plus, des observations biographiques indiquent qu'il vivait probablement au bord de la mer, probablement à Gaza, et y pratiquait apparemment le droit. Ce n'est qu'après la mort de sa femme, au début de la quarantaine, qu'il est entré au monastère du Sinaï. Ces découvertes expliquent également l'horizon et la qualité littéraire de ses écrits, qui ont un fond philosophique clair. La légende de sa renonciation au monde à l'âge de 16 ans est donc basée sur le motif de le dépeindre comme non affecté par l'éducation laïque, comme on le trouve également dans d'autres vies de saints. Leurs racines dans les traditions pédagogiques théologiques et philosophiques sont délibérément brouillées.
Au retour de voyages en Égypte, les moines de Sainte-Catherine l'élisent comme higoumène (abbé). Sa réputation de sainteté parvient à Rome et Grégoire ier lui demande de mettre ses prières par écrit. Quelques années avant de mourir, il quitte l'abbatiat du monastère et retourne à son ermitage.

## Œuvre
Les écrits de Jean Climaque sont très populaires dans les Églises orthodoxes. Ils sont reproduits dans de nombreux manuscrits. Le clocher d'Ivan le Grand du Kremlin comprenait ainsi une église Saint-Jean-Climaque. En Occident, L'Échelle sainte a été traduite de grec en latin par Ange Clareno, vers 1300, puis peu après de latin en vernaculaire toscan, par Gentile da Foligno, ermite augustinien (à ne pas confondre avec le médecin du même nom). La traduction française réalisée par Arnauld d'Andilly à Port-Royal, publiée en 1688, est précédée d'une introduction sur la vie du saint rédigée par Lemaître de Sacy.
Les œuvres de Jean Climaque ont été traduites par l'Abbé Peyronnet (1818-1879) dans une version éditée en 1859 aux Éditions J. B. Pélagaud et Cie, Imprimeurs-Libraires.

### L'Échelle sainte

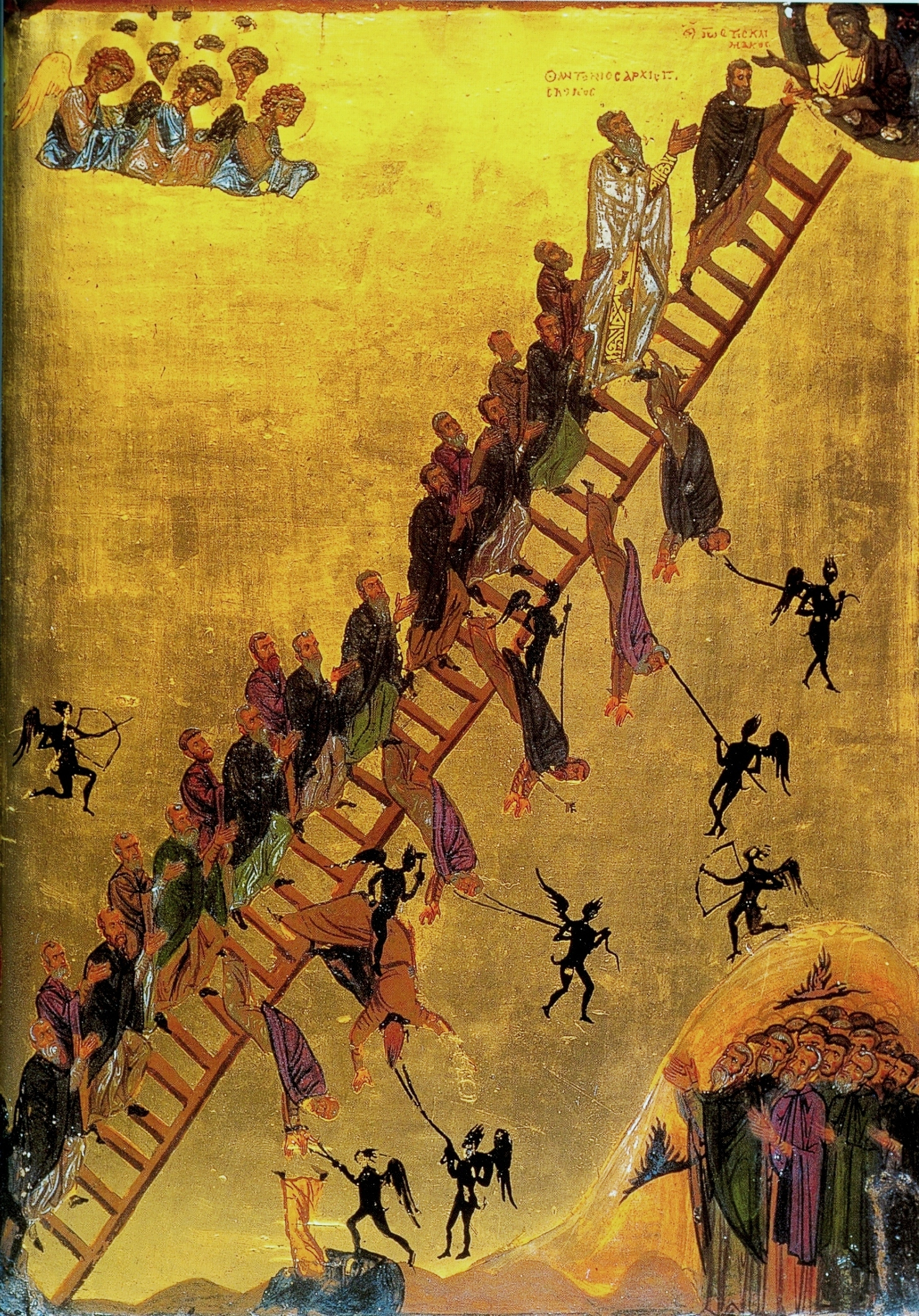
Jean Climaque est montré au sommet de léchelle de l'ascension divine, avec d'autres moines qui le suivent, icône du XIIe siècle. (Monastère Sainte-Catherine du Sinaï).

Le premier est appelé L'Échelle sainte (en grec ancien κλῖμαξ / klĩmax, d'où il tire son surnom).
L'œuvre, longue de 30 chapitres (ou « échelons », représentant les 30 années de vie cachée de Jésus-Christ), a pour but de résumer l'expérience monastique. Elle est rédigée à la demande de l'abbé Jean de Raithu. Elle se situe à une période de transition, où le monachisme, repoussé par l'expansion arabe, gagne l'Europe. Adressée aux moines, elle vise à leur faire atteindre, en 30 degrés, la perfection :
- degrés 1–4 : renoncement au monde et obéissance à un père spirituel ;
- degrés 5–7 : pénitence et affliction (πένθος / penthos) comme voies de la véritable joie ;
- degrés 8–17 : lutte contre les vices et acquisition des vertus ;
- degrés 18–26 : fuite des pièges de l'ascèse (paresse, orgueil, pusillanimité) ;
- degrés 27–29 : atteinte de l’hésychia (paix de l'âme) et de l’apatheia (impassibilité).

C'est le thème de l'épectase, la tension de l'âme vers Dieu, qui sera repris par les Pères de l'Église grecs. Elle est rédigée en apophtegmes parfois obscurs, sans connexion évidente les uns entre les autres. Par exemple :
« Ne cherche pas à beaucoup parler quand tu pries, de peur que ton esprit ne se distraie à chercher les mots. »
« Hésiter dans ses jugements et demeurer longtemps dans le doute sans aucune certitude est le signe que l'âme n'est pas illuminée et qu'elle aime la gloire. »

#### Citations
- Quelques extraits du 10e degré de L'Échelle sainte, consacré à la médisance[4].

Ne perd pas de vue ceci, et tu veilleras très soigneusement à ne pas juger un pécheur : Judas était du nombre des Apôtres, et le larron du nombre des assassins. Mais quel changement étonnant en un instant !

J'ai connu un homme qui avait péché à la vue de tous, mais s'en était repenti en secret. Et celui que je condamnais comme luxurieux était chaste aux yeux de Dieu, car il l'avait apaisé par une conversion véritable.

Le feu est contraire à l'eau ; de même juger les autres est étranger à celui veut faire pénitence.

Quand tu verras quelqu'un commettre le péché à l'instant de sa mort, même alors ne le juge pas, car le jugement de Dieu est impénétrable pour l'homme.

Si cette parole est vraie - et elle l'est certainement - ; Du jugement dont vous jugez on vous jugera (Mt 7, 2), alors tout péché, soit de l'âme, soit du corps, dont nous accuserons notre prochain, nous y tomberons nous-mêmes.

Les démons nous contraignent soit à pécher, soit, si nous ne péchons pas, à juger ceux qui pèchent, afin de souiller notre innocence par ce jugement.

Juger les autres, c'est ne pas avoir honte d'usurper une prérogative divine ; les condamner, c'est ruiner notre propre âme.
- Voici quelques extraits du 25e degré de L'Échelle sainte, œuvre majeure de Jean Climaque, consacrés à l'humilité :

Il n'est pas dit : « J'ai jeûné », « J'ai veillé » ou « J'ai couché sur la terre nue », mais Je me suis humilié, et aussitôt le Seigneur m'a sauvé (Ps 114, 6).

Le repentir relève, l'affliction frappe à la porte du ciel, et la sainte humilité l'ouvre.

Nous qui voulons connaître notre état, ne cessons pas de nous interroger nous-mêmes. Et si, avec un sentiment profond du cœur, nous estimons que notre prochain est meilleur que nous à tous égards, c'est que la miséricorde est proche de nous.

Tous connaîtront que nous sommes les disciples de Dieu non à cela que les démons nous sont soumis, mais à cela que nos noms sont écrits dans le ciel de l'humilité (Jn 13, 35) ; (Lc 10, 20).

Telle est la nature du citronnier, ses branches poussent vers le haut quand il est stérile, mais plus ses branches s'inclinent vers le sol, plus il porte de fruits. Celui qui a quelque intelligence saisira la signification de cela.

Pour ceux d'entre nous qui ne veulent pas s'humilier, le Seigneur, dans sa providence, en a ainsi disposé que nul ne peut mieux voir leurs fautes que le prochain. Nous sommes ainsi contraints d'attribuer avec action de grâces notre guérison, non à nous-mêmes, mais à lui et à Dieu.
L'aventure de la prière, liturgique et personnelle, commence à l'aurore de chaque matin.
« Mettez-vous en présence de Dieu [...]. Après un certain temps, vous vous apercevrez que vos pensées se sont mises à errer ; recommencez [...] dix, vingt, cinquante fois [...], le reste dépend de Dieu. »
- Jean Climaque consacre le 26e degré de L'Échelle sainte au discernement. En voici quelques extraits.

Comme une seule étincelle a souvent enflammé une grande quantité de bois, ainsi il arrive qu'une seule bonne action puisse effacer une multitude de grands péchés.

Comme il est impossible de détruire sans arme une bête féroce, ainsi sans l'humilité il est impossible d'être libéré de la colère.

Comme on ne peut naturellement conserver la vie du corps sans manger, ainsi celui qui veut être sauvé ne peut, jusqu'à sa mort, même une seconde, se laisser aller à la négligence.

Comme un rayon de soleil qui pénètre à travers une fente illumine tout l'intérieur d'une maison, de sorte qu'on voit voler même la plus fine poussière, ainsi la crainte du Seigneur, quand elle entre dans le cœur de l'homme, lui révèle tous ses péchés.

Comme les crabes sont faciles à prendre, parce qu'ils marchent tantôt en avant, tantôt en arrière, ainsi l'âme qui tantôt rit, tantôt s'afflige, tantôt vit dans la bonne chère ne fera aucun progrès.

Comme celui qui monte sur une échelle pourrie risque de tomber, ainsi tout ce qui est honneur, gloire ou puissance est opposé à l'humilité et fait tomber celui qui les possède. (in L'Échelle sainte 26, récapitulation 36-40.43, trad. P. Deseille, Spiritualité orientale 24, Bellefontaine, 1987, p. 269).

## Bibliographie

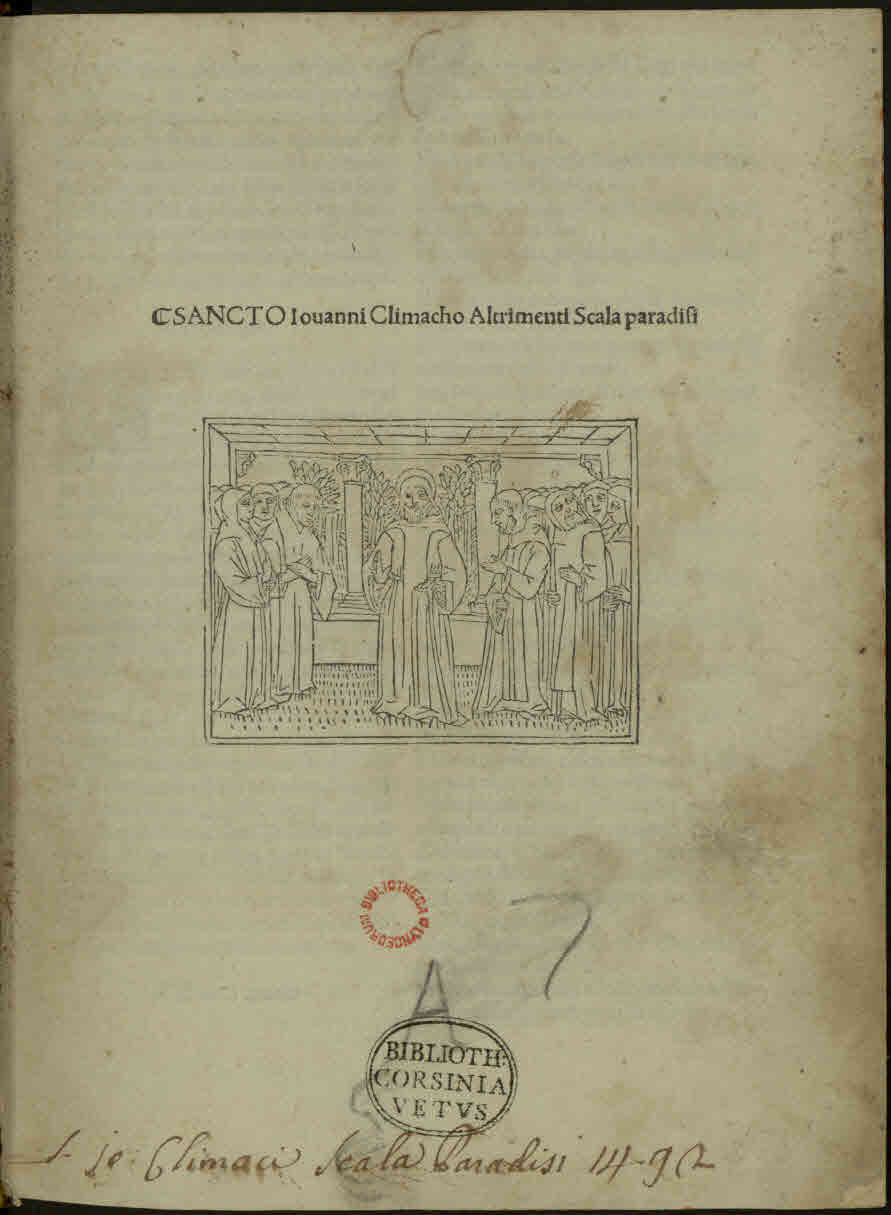
Scala paradisi, 1492

### Éditions
CPG 7850-7853

### L'Échelle sainte
- Jean Climaque, L'Échelle sainte (vers 640), traduction du P. Placide Deseille, éditions de Bellefontaine, Collection : Spiritualité orientale, n° 24, 1997  (ISBN 2855892252)
- Jean Climaque, Robert Arnauld d'Andilly, L'Eschelle Sainte Ou Les Degrez Pour Monter Au Ciel, Éditeur : Nabu Press, 2011  (ISBN 1173069089)
- Jean Climaque, Scalae S. Joannis Climaci Tentata Versio, & Explanatio. MDCCLXXXIV... [Latin], Éditeur : Nabu Press, 2012,  (ISBN 1276920229)

### Lettre au pasteur
Le second ouvrage est un court traité intitulé Lettre au pasteur, à l'intention des maîtres spirituels et des chefs de communauté.
- Lettre au pasteur, Les Editions Blanche de Peuterey, coll. « Format Kindle », 2017 (ASIN B0734XYT1Y)

### Études
- G. Couilleau, « Jean Climaque », Dictionnaire de spiritualité ascétique et mystique, tome VIII, 1972, col. 169–389 ;
- G. Dagron, P. Riché et A. Vauchez, Histoire du christianisme des origines à nos jours, tome IV « Évêques, moines et empereurs (610–1054) », Desclée, 1993  (ISBN 2-7189-0614-6), pp. 56–58.

## Note et référence
1. ↑  Selon le site Orthodox Wiki}
2. ↑  A. Louth, « Reading John Climacus: Rhetorical Argumentation, Literary Convention and the Tradition of Monastic Formation. By HENRIK RYDELL JOHNSEN. », The Journal of Theological Studies, vol. 60, no 1,‎ 12 novembre 2008, p. 303–305 (ISSN 0022-5185 et 1477-4607, DOI 10.1093/jts/fln166, lire en ligne, consulté le 7 mai 2020)
3. ↑  (en) John M. Duffy, « Reading John Climacus: Rhetorical Argumentation, Literary Convention and the Tradition of Monastic Formation (review) », Journal of Early Christian Studies, vol. 18, no 1,‎ 2010, p. 145–146 (ISSN 1086-3184, DOI 10.1353/earl.0.0303, lire en ligne, consulté le 7 mai 2020)
4. ↑  in  L'Échelle sainte , 10, 5.7.9 - 10.12.15.18, trad. P. Deseille, Spiritualité orientale 24, Bellefontaine, 1987, p. 221-227.
5. ↑  L'échelle sainte 25, 14-15.31.44-45.50, trad. P. Deseille, Spiritualité orientale 24, Bellefontaine, 1987, p. 221-227
6. ↑  Jean Climaque, cité par Antoine (Bloom) de Souroge, Prière vivante, Cerf, Paris, 2008, p. 68-69  (ISBN 2204086207)